# والدیتسه
والدیتسه (به لاتین: Valdice) یک منطقهٔ مسکونی در جمهوری چک است که در شهرستان ییچین واقع شده‌است.